# Twarz Roku
Twarz Roku – pierwszy polski profesjonalny konkurs dla modelek i modeli, organizowany w latach 1991–1994, pod patronatem m.in. miesięcznika „Twój Styl” oraz berlińskiej agencji modelek Berlin Models. 
Główną nagrodą w konkursie było podpisanie kontraktu z profesjonalną agencją modelek w Polsce i za granicą, m.in. Berlin Models. Laureatami konkursu byli, m.in.: Ewa Witkowska, Agata Konarska, Joanna Horodyńska, Waldemar Goszcz, Adam Kozuch oraz Maciej Myszkowski – obecnie mąż Justyny Steczkowskiej.